# Draba nana
Draba nana är en korsblommig växtart som beskrevs av Otto Stapf. Draba nana ingår i släktet drabor, och familjen korsblommiga växter. Inga underarter finns listade i Catalogue of Life.